# Mistrzostwa Świata w Narciarstwie Dowolnym i Snowboardingu 2019
3. Mistrzostwa Świata w Narciarstwie Dowolnym i Snowboardingu – zawody w narciarstwie dowolnym i snowboardingu, będące jednocześnie 17. mistrzostwami świata w narciarstwie dowolnym oraz 13. mistrzostwami świata w snowboardingu. Rozegrane zostały w dniach 31 stycznia–9 lutego 2019 roku w amerykańskim stanie Utah, w ośrodkach narciarskich Deer Valley, Park City i Solitude.

## Narciarstwo dowolne

### Mężczyźni
| Konkurencja                  | Data     | Złoto            | Pkt.             | Srebro              | Pkt.           | Brąz                   | Pkt.        |
| Skicross szczegóły           | 2 lutego | François Place   | François Place   | Brady Leman         | Brady Leman    | Kevin Drury            | Kevin Drury |
| Big air szczegóły            | 2 lutego | Fabian Bösch     | 186,00           | Henrik Harlaut      | 184,00         | Alex Beaulieu-Marchand | 183,25      |
| Skoki akrobatyczne szczegóły | 6 lutego | Maksim Burow     | 130,09           | Ołeksandr Abramenko | 126,24         | Noé Roth               | 125,22      |
| Slopestyle szczegóły         | 6 lutego | James Woods      | 86,68            | Birk Ruud           | 85,40          | Nicholas Goepper       | 85,18       |
| Jazda po muldach szczegóły   | 8 lutego | Mikaël Kingsbury | 84,89            | Matt Graham         | 81,94          | Daichi Hara            | 81,66       |
| Muldy podwójne szczegóły     | 9 lutego | Mikaël Kingsbury | Mikaël Kingsbury | Bradley Wilson      | Bradley Wilson | Daichi Hara            | Daichi Hara |
| Half-pipe szczegóły          | 9 lutego | Aaron Blunck     | 94,20            | Kevin Rolland       | 93,80          | Noah Bowman            | 91,60       |

### Kobiety
| Konkurencja                  | Data     | Złoto                 | Pkt.              | Srebro         | Pkt.        | Brąz            | Pkt.         |
| Skicross szczegóły           | 2 lutego | Marielle Thompson     | Marielle Thompson | Fanny Smith    | Fanny Smith | Alizée Baron    | Alizée Baron |
| Big air szczegóły            | 2 lutego | Tess Ledeux           | 184,75            | Julia Krass    | 173,75      | Isabel Atkin    | 168,75       |
| Skoki akrobatyczne szczegóły | 6 lutego | Alaksandra Ramanouska | 113,18            | Lubow Nikitina | 89,88       | Xu Mengtao      | 89,88        |
| Slopestyle                   | 6 lutego | Odwołano              | Odwołano          | Odwołano       | Odwołano    | Odwołano        | Odwołano     |
| Jazda po muldach szczegóły   | 8 lutego | Julija Gałyszewa      | 79,14             | Jakara Anthony | 78,99       | Perrine Laffont | 78,80        |
| Muldy podwójne szczegóły     | 9 lutego | Perrine Laffont       | Perrine Laffont   | Jaelin Kauf    | Jaelin Kauf | Tess Johnson    | Tess Johnson |
| Half-pipe szczegóły          | 9 lutego | Kelly Sildaru         | 95,00             | Cassie Sharpe  | 94,40       | Brita Sigourney | 90,60        |

### Mieszane
| Konkurencja                            | Data     | Złoto                                               | Pkt.   | Srebro                                    | Pkt.   | Brąz                                                    | Pkt.   |
| Skoki akrobatyczne drużynowo szczegóły | 7 lutego | Szwajcaria Carol Bouvard · Nicolas Gygax · Noé Roth | 303,08 | Chiny Xu Mengtao · Sun Jiaxu · Wang Xindi | 297,82 | Rosja Lubow Nikitina · Stanisław Nikitin · Maksim Burow | 296,74 |

## Snowboarding

### Mężczyźni
| Konkurencja                 | Data               | Złoto           | Punkty          | Srebro             | Punkty             | Brąz               | Punkty             |
| Snowcross szczegóły         | 1 lutego           | Mick Dierdorff  | Mick Dierdorff  | Hanno Douschan     | Hanno Douschan     | Emanuel Perathoner | Emanuel Perathoner |
| Gigant Równoległy szczegóły | 4 lutego           | Dmitrij Łoginow | Dmitrij Łoginow | Tim Mastnak        | Tim Mastnak        | Stefan Baumeister  | Stefan Baumeister  |
| Slalom Równoległy szczegóły | 5 lutego           | Dmitrij Łoginow | Dmitrij Łoginow | Roland Fischnaller | Roland Fischnaller | Stefan Baumeister  | Stefan Baumeister  |
| Big air                     | 5 lutego           | Odwołano        | Odwołano        | Odwołano           | Odwołano           | Odwołano           | Odwołano           |
| Half-pipe szczegóły         | 8 lutego           | Scotty James    | 97,50           | Yūto Totsuka       | 92,25              | Patrick Burgener   | 91,25              |
| Slopestyle szczegóły        | 10 lutego 9 lutego | Chris Corning   | 93,25           | Mark McMorris      | 93,00              | Judd Henkes        | 90,50              |

### Kobiety
| Konkurencja                 | Data               | Złoto                | Punkty      | Srebro           | Punkty           | Brąz                       | Punkty                     |
| Snowcross szczegóły         | 1 lutego           | Eva Samková          | Eva Samková | Charlotte Bankes | Charlotte Bankes | Michela Moioli             | Michela Moioli             |
| Gigant Równoległy szczegóły | 4 lutego           | Selina Jörg          | Selina Jörg | Natalja Sobolewa | Natalja Sobolewa | Ladina Jenny               | Ladina Jenny               |
| Slalom Równoległy szczegóły | 5 lutego           | Julie Zogg           | Julie Zogg  | Annamari Dancza  | Annamari Dancza  | Ramona Theresia Hofmeister | Ramona Theresia Hofmeister |
| Big air                     | 5 lutego           | Odwołano             | Odwołano    | Odwołano         | Odwołano         | Odwołano                   | Odwołano                   |
| Half-pipe szczegóły         | 8 lutego           | Chloe Kim            | 93,50       | Cai Xuetong      | 84,00            | Maddie Mastro              | 82,00                      |
| Slopestyle szczegóły        | 10 lutego 9 lutego | Zoi Sadowski-Synnott | 91,75       | Silje Norendal   | 88,75            | Jamie Anderson             | 87,25                      |

### Mieszane
| Konkurencja                   | Data     | Złoto                                                 | Srebro                                | Brąz                              |
| Snowcross drużynowy szczegóły | 3 lutego | Stany Zjednoczone Mick Dierdorff · Lindsey Jacobellis | Włochy Omar Visintin · Michela Moioli | Niemcy Paul Berg · Hanna Ihedioha |

## Tabela medalowa
| Lp. | Państwo           | złoto | srebro | brąz | Razem |
| --- | ----------------- | ----- | ------ | ---- | ----- |
| 1.  | Stany Zjednoczone | 5     | 3      | 6    | 14    |
| 2.  | Kanada            | 3     | 3      | 3    | 9     |
| 3.  | Rosja             | 3     | 2      | 1    | 6     |
| 4.  | Szwajcaria        | 3     | 1      | 3    | 7     |
| 5.  | Francja           | 3     | 1      | 2    | 6     |
| 6.  | Australia         | 1     | 2      | 0    | 3     |
| 7.  | Wielka Brytania   | 1     | 1      | 1    | 3     |
| 8.  | Niemcy            | 1     | 0      | 4    | 5     |
| 9.  | Białoruś          | 1     | 0      | 0    | 1     |
| 9.  | Czechy            | 1     | 0      | 0    | 1     |
| 9.  | Estonia           | 1     | 0      | 0    | 1     |
| 9.  | Kazachstan        | 1     | 0      | 0    | 1     |
| 9.  | Nowa Zelandia     | 1     | 0      | 0    | 1     |
| 14. | Włochy            | 0     | 2      | 2    | 4     |
| 15. | Chiny             | 0     | 2      | 1    | 3     |
| 16. | Norwegia          | 0     | 2      | 0    | 2     |
| 16. | Ukraina           | 0     | 2      | 0    | 2     |
| 18. | Japonia           | 0     | 1      | 2    | 3     |
| 19. | Austria           | 0     | 1      | 0    | 1     |
| 19. | Słowenia          | 0     | 1      | 0    | 1     |
| 19. | Szwecja           | 0     | 1      | 0    | 1     |